# М. Шадоус
М. Шадоус (на английски: M. Shadows е артистичен псевдоним на Матю Чарлс Сандърс, Matthew Charles Sanders) е вокалът на американската хевиметъл/метълкор банда Авенджед Севънфоулд. Роден е на 31 юли 1981 г. в Хънтингтън Бийч, Калифорния и все още живее там.

## Биография

### Ранни години
През детските си години, Матю Чарлс Сандърс е бил известен с лошото си държание и неприличното си поведение. Той казва: „Аз бях между това да бъда добро и лошо дете – имах добро сърце, но лошо отношение към другите.“ Бил е изключен от две различни училища в Хънтингтън Бийч, един път за чупене на прозореца на колата на жена, след парти в шести клас и втори път за обезобразявате на двора на училището в седми клас. По късно се стигнало до това, че почти не убил директора на училището което бил, като му докарал инфаркт, това му донесло прякорът „момчето което убило директорът.“
В ДВДто All Excess на групата, когато всички членове разказват как са получили сценичните си имена, M. Шадоус споделя, че когато е учил в Huntington Beach High School и когато бандата точно е започвала, той е бил мрачно хлапе (от там и „Шадоус“), но той също е искал да вмъкне името си, Мат, в сценичния си прякор. Мат е съкратено до M и оттогава е познат като M. Шадоус..

### Музикална кариера
Мат е свирил на бас китара, преди да започне да пее. Когато е бил малък е слушал много пънк рок. Баща му за пръв път му купува рок албум – Appetite for Destruction на Гънс Ен' Роузис след като те посещават Headbanger's Ball в родния му град. 
В следващите години, Шадоус сформира няколко банди с китаристът на Avenged Sevenfold – Заки Венджънс. Преди това, той е бил член на пънк група наречена 'Successful Failure'.
Shadows силно подкрепя войниците служещи на САЩ, има много близки приятели служещи в Ирак. Песента M.I.A. (Missing In Action) е написана в почит на тези негови приятели. Песента Gunslinger от едноименния албум на групата self-titled album допълнително описва чувствата му към войниците. Песента Critical Acclaim е атака към хората които критикуват войниците в Ирак.

### Вокален стил
В дебютният албум на бандата, Sounding the Seventh Trumpet, вокалите на М. Шадоус имат тежко метълкор звучене и се състоят от викане и гърлени звуци. Този стил постепенно се размива в следващите им албуми, като се стига дотам че напълно се захвърля от стила на бандата.
Някои от най-големите влияния на него са направили групи като Мегадет, Айрън Мейдън, Металика, Pantera, и Гънс Ен' Роузис. Той също е много запален по супер групата на Phil Anselmo – Даун

## Музикални гостувания
| Year | Song                                                                                              | Artist(s)        | Album                   |
| ---- | ------------------------------------------------------------------------------------------------- | ---------------- | ----------------------- |
| 2007 | Buffalo Stampede                                                                                  | Cowboy Troy      | Black in the Saddle     |
| 2007 | „The River (Good Charlotte song)“ (със Синистър Гейтс)                                            | Good Charlotte   | Good Morning Revival    |
| 2007 | Like Always                                                                                       | Kisses For Kings | Demo                    |
| 2006 | Falling Away from Me (Live) (временно замества Джонатан Дейвис (заради медицинска забрана да пее) | Korn             | Download Festival 2006  |
| 2005 | Entombed We Collide and This is Not the End (допълнителни вокали)                                 | Death by Stereo  | Death for Life          |
| 2002 | Savior, Saint, Salvation                                                                          | Bleeding Through | Portrait of the Goddess |